# Provinciale weg 434
De provinciale weg 434 (N434) is een provinciale weg van de provincie Zuid-Holland. Het traject bestaat uit 2x2 rijstroken en is ingericht als autoweg. De weg is onderdeel van de RijnlandRoute, die de doorstroming van het wegverkeer in de regio Holland Rijnland rond Leiden moet verbeteren. Van deze route werd het N434-traject als eerste aangelegd. De kosten voor de aanleg werden in 2014 geraamd op 812 miljoen euro. In het tracé van de weg liggen het Aquaduct Veenwatering en de Corbulotunnel.
De N434 wordt door middel van knooppunt Ommedijk nabij Wassenaar aangesloten op de A44. Daarvandaan loopt de weg naar de A4 ter hoogte van Zoeterwoude en wordt daar door middel van Knooppunt Hofvliet met deze snelweg verbonden.

## Aanleg
De aanbestedingsprocedure startte in december 2016. Op 31 januari 2017 werd bekend dat de aannemerscombinatie Comol5 de verbinding gaat aanleggen.

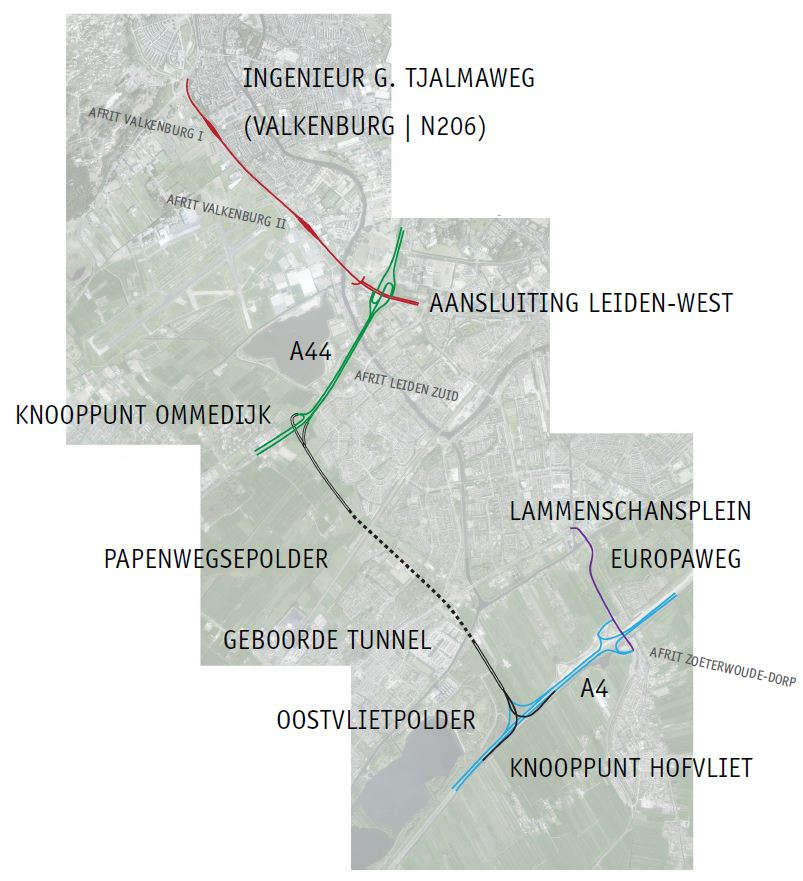
Tracé van de RijnlandRoute van Katwijk naar de A4.

Op dinsdag 14 maart 2017 hebben minister Melanie Schultz van Haegen van Infrastructuur en Milieu en de Zuid-Hollandse gedeputeerde Floor Vermeulen in Wassenaar het startsein voor de werkzaamheden gegeven.
Vervolgens zijn voorbereidende activiteiten uitgevoerd, waaronder archeologisch onderzoek en verplaatsen van kabels en leidingen. In het najaar van 2017 startten de eerste werkzaamheden voor de weg zelf.
In de zomer van 2019 is gestart met het boren van de tunnel. De RijnlandRoute is op 5 juli 2024 opengesteld voor het verkeer.

## Tunnel
De ongeveer 4 kilometer lange weg bestaat voor 2.520 meter uit een tunnel onder Voorschoten, de viersporige spoorlijn Leiden - Den Haag en het Rijn-Schiekanaal (de 'Vliet').
Het gedeelte vanaf de westelijke tunnelmond tot aan knooppunt Ommedijk bestaat uit een 'open tunnelbak' die 4 meter onder NAP ligt. Het gedeelte aan de oostkant van de tunnel is niet verlaagd: dit stuk komt weer geheel bovengronds om aan te sluiten op de snelweg A4.

### Naam
Op 23 september 2020 werd de naam van de tunnel bekendgemaakt: Corbulotunnel, ontleend aan de Romeinse veldheer Gnaius Domitius Corbulo, die in de eerste eeuw na Christus in hetzelfde gebied het Kanaal van Corbulo liet graven.